# Emmanuel, comte de Las Cases
Emmanuel-Augustin-Dieudonné-Joseph, comte de Las Cases (Blan, 21 de juny de 1766 – Passy-lès-Paris, 15 de maig de 1842) va ser un cartògraf francès i autor d'un llibre on es mostra admirador de Napoleó I.
Nasqué al castell de Las Cases prop de Revel, Alta Garona al Languedoc. Va rebre educació a les escoles militars de Vendôme i de París; entrà a l'Armada francesa i participà en diverses accions en els anys 1781–1782. Per causa de la Revolució francesa de 1789 emigrà i va estar alguns anys a Alemanya i Anglaterra. Participa en la desastrosa invasió de França (1795) per l'expedició Quiberon, tornà a Londres i hi va viure en la pobresa fins que descobrí la seva vocació de tutor privat.
L'any 1801, a Londres, i sota el pseudònim A. Lesage, publicà en anglès la primera edició del seu famós Atles, el qual va tenir un gran èxit. Tornà a París arran de la Pau d'Amiens (1802), i va ser amnistiat. Va publicar la primera edició francesa del seu Atles titulat Atlas historique, genealogique, chronologique et geographique de A. Lesage. Se'n van fer moltes edicions i traduccions fins a la dècada de 1850, i les vendes de l'obra van fer ric Las Cases. El 1815 va voler acompanyar Napoleó al seu exili de l'illa de Santa Helena, on va actuar informalment com a secretari seu. De l'experiència viscuda en va escriure el famós Mémorial de Sainte Hélène el qual, però, no sempre és verídic.
El 5 de juliol del 1831 va ser elegit diputat a l'Assemblea Nacional Francesa en representació del departament del Sena, i romangué a la Cambra fins al 25 de maig del 1834. Elegit novament el 2 de febrer del 1839, la mort se l'endugué abans d'acabar la legislatura.
Morí a Passy-lès-Paris on va ser enterrat.